# ماریا مونتز
ماریا مونتز (اسپانیایی: Maria Montez‎؛ ‏۶ ژوئن ۱۹۱۲ – ۷ سپتامبر ۱۹۵۱) یک هنرپیشه اهل جمهوری دومینیکن بود.

## گزیده فیلمشناسی
- زن نامرئی (فیلم ۱۹۴۰) (1940) - Marie
- شب‌های عربی (فیلم ۱۹۴۲) (1942) - Sherazade
- علی‌بابا و چهل دزد (فیلم ۱۹۴۴) (1944) - Amara
- طنجه (فیلم ۱۹۴۶) (1946) - Rita
- تبعید (فیلم ۱۹۴۷) (1947) - Countess Anbella de Courteuil
- انتقام دزدان دریایی (۱۹۵۱)
- شب‌های داغ دون ژوان (۱۹۷۱)